# アシュレ
アシュレ (Ashure) あるいはノアの方舟プディング (Noah's pudding) は、様々なタイプの穀物類、果物、および種実類を混ぜ合わせて作られる甘いプディングである。アシュレは伝統的に量が多く、カロリーが高いという特性であるがゆえ、かつては1年のうちの寒冷期に作られて食されたが、現在では1年を通して楽しむことができる。
アルメニア人はクリスマスプディングとして、および新年のお祝いの装飾品としてアシュレを作っており、バルカンやトルコではイスラム神秘主義者がイスラム教の宗教行事であるアーシューラーが催されるムハッラム（ヒジュラ暦における1番目の月）の月の間にこの料理を作る。伝統的に、アシュレは方舟の着陸を祝うために大量に作られ、受章者の宗派、もしくは平和と愛の捧げものとする信念体系を問わずに友人たち、親戚、近隣の人たち、会社などの同僚たち、同級生たち、および他の人たちに分配される。

## 歴史と伝統
逸話的な歴史では、アシュレはノアの方舟がアララト山に静止した際に預言者ノアの一族が特別な食事で祝ったものとされている。アシュレが供給されて以降はほぼ使い果たし、残り（主に穀物類、ドライフルーツなど）はプディングの形に成形されて調理され、現在ではアシュレと呼ばれている。
トルコ人の家族はこの出来事を記念するためにアシュレ・プディングを作っている。アシュレは近隣の人間、友人たちや親戚の人たちだけでなく、貧困層にも分配されている。
オスマン帝国の大旅行家であるエヴリヤ・チェレビは自身の著書『旅行記（Seyahatnâme）』で、「アシュレはムハッラムの10番目の月に調理されなければならないポリッジ（粥）である」と記している。
アルメニアでは、ashureは柘榴の種で飾られた上にバラ香水で香りづけされ、プディングはクリスマスの季節に近隣の人たちと一緒に食べられている。祝祭のプディングは新年の食卓の装飾品であり、ドライフルーツ、種実類、および柘榴の実で装飾されることが多い。

## 材料
アシュレの粥のレシピは地域や家庭の間で変わるのと同じくらい、単独のレシピは存在しない。
伝統的に、アシュレは少なくとも7つの材料があると言われている。「10番目の」という主題を踏まえて、少なくとも10個の材料が使用されなければならないと言う人もいるが、アレヴィー派は12個の材料を用いている。それらの材料は小麦、大麦、米、白いんげん豆、雛豆、糖蜜、デーツハニー、ザクロ糖蜜、ビーツや、ナツメヤシ/干し葡萄/ザンテ・カラント/アプリコット/イチジク/リンゴのようなドライフルーツ、およびピスタチオ/アーモンド/ヘーゼルナッツ/胡桃/松の実/ゴマのような種実類などである。しかしながら、オレンジ、レモン、およびライムの皮がプディングに深みを加えるために追加されることがある。アニス、ブラッククミン、クローブ、ナツメグ、およびオールスパイスが飾りとして使用されるかもしれないし、幾つかのバリエーションとしてはアニス酒、バラ香水やオレンジ花水で香りづけされている。

## 語源
アシュレ（Ashure）という言葉はアラビア語の「10番目」を意味する「Ashura（アラビア語: عاشوراء ʻĀshūrā’ ）」から来ている。